# Arquiled
A Arquiled é uma empresa portuguesa que concebe, desenvolve e produz soluções de iluminação utilizando a tecnologia LED.

## Estrutura Acionista
A Arquicapital representa os sócios fundadores da Arquiled. Em 2010, a EDP entra no capital social da Arquiled, através do fundo de investimento EDP Ventures.  A Capital Criativo, sociedade de capital de risco que investe na expansão de PME competitivas com gestão qualificada, integrou a estrutura acionista da Arquiled em 2013. 

## Arquiled
A Arquiled está presente em toda a cadeia de valor, desde a conceção e produção, até à comercialização. 

### Arquiconcept
A Arquiled desenha soluções de iluminação LED com elevados níveis de eficiência e uma qualidade de iluminação excecional, tendo como objetivo ajudar os seus clientes a otimizar os custos, a reduzir o consumo de energia e a minimizar o impacto ambiental da sua atividade.

### Arquilab
A empresa possui uma unidade industrial dotada de avançada tecnologia que, suportada por uma equipa de especialistas, garante que os produtos são fabricados de acordo com os mais exigentes padrões de qualidade.

### Arquiservices
A Arquiled oferece um conjunto de serviços adicionais que visam responder às necessidades específicas dos seus clientes:
- Consultoria em Lighting Design – A empresa tem ao dispor uma equipa de especialistas para ajudar na realização de diferentes projetos de iluminação, nas mais diversas aplicações.

- Light as a Service – A empresa oferece aos seus clientes a possibilidade de adquirirem o equipamento adequado à sua atividade, sem investimento inicial, com manutenção incluída e com um grande potencial de poupança.